# Erzbach (Osterbach)
Der Erzbach ist ein knapp drei Kilometer langer rechter und südlicher Zufluss des Osterbaches.

## Name
Der Name Erzbach bezieht sich auf dem ehemaligen Abbau von manganhaltigen Gestein im Erzbachtal.

## Geographie

### Verlauf
Der Erzbach entspringt im Odenwald auf einer Höhe von etwa 380 m ü. NHN aus dem Gebrannten Brünnchen, einer Quelle am Rande des Fürther Centwaldes nördlich der Forststraße. Er fließt parallel zur Forststraße am Waldrand entlang in nördlicher Richtung, wechselt dann in eine Grünlandschaft und durchquert danach die Ortschaft Reichelsheim-Erzbach. Er fließt nun zwischen dem Steinkopf (331 m ü. NHN) auf seiner linken und dem Roten Berg (332 m ü. NHN) auf der rechten Seite durch ein kleines Wäldchen und mündet schließlich südlich von Reichelsheim-Unter-Ostern  bei der Ecke Ostertalstraße/Forststraße auf einer Höhe von etwa 242 m ü. NHN in den Osterbach.

### Flusssystem Gersprenz
- Fließgewässer im Flusssystem Gersprenz